# Oceano Nox

Oceano Nox est un poème de Victor Hugo, paru en 1840 dans le recueil Les Rayons et les Ombres.
Le titre du poème vient d'une phrase de l’Enéide de Virgile (Livre II, 250), « et ruit Oceano Nox », qui signifie « et la nuit s’élance de l’océan ».

## Thème
Le poème est écrit en 1836 alors qu'Hugo a assisté à une tempête furieuse à Saint-Valery-en-Caux. Il évoque les marins oubliés, péris en mer. Il décrit d'abord le refus par les familles d'admettre la mort des marins et l'espoir de leur retour. Peu à peu, tous oublient et seules les veuves gardent le souvenir des disparus, jusqu'à ce que ce souvenir disparaisse à la mort des veuves.

## Influence sur d'autres auteurs
L'image des marins oubliés est reprise dans Le Cygne (dédié à Hugo) par Baudelaire : « Je pense aux matelots oubliés dans une île ». Arthur Rimbaud, qui a probablement lu Oceano Nox, utilise dans Un cœur sous une soutane, la formule « tisonnant son cœur ». Il s'est sans doute inspiré de l'alliance hardie entre foyer et cœur faite par Hugo dans sa strophe sur les veuves qui « Parlent encore de vous en remuant la cendre/De leur foyer et de leur cœur ».
Oceano Nox sera parodié par Tristan Corbière dans son poème La Fin, où il se moque de la vision hugolienne de la vie et de la mer, exagérée, irréaliste et qui crée donc une fausse intimité,,.
À partir de 1910, Oceano Nox est très souvent repris dans les manuels scolaires. Les commentateurs insistent sur le traitement réaliste des cadavres des marins « heurtant de [leurs] fronts morts des écueils inconnus ». Le poème est également utilisé pour illustrer les antithèses présentes dans la poésie hugolienne.

## Citations connues
Première strophe :
Oh ! combien de marins, combien de capitaines
Qui sont partis joyeux pour des courses lointaines,
Dans ce morne horizon se sont évanouis !
Combien ont disparu, dure et triste fortune !
Dans une mer sans fond, par une nuit sans lune,
Sous l'aveugle océan à jamais enfouis !
Deuxième strophe :
Combien de patrons morts avec leurs équipages !
L'ouragan de leur vie a pris toutes les pages
Et d'un souffle il a tout dispersé sur les flots !
Nul ne saura leur fin dans l'abîme plongée.
Chaque vague en passant d'un butin s'est chargée ;
L'une a saisi l'esquif, l'autre les matelots !
Troisième strophe :
Nul ne sait votre sort, pauvres têtes perdues !
Vous roulez à travers les sombres étendues,
Heurtant de vos fronts morts des écueils inconnus.
Oh ! que de vieux parents, qui n'avaient plus qu'un rêve,
Sont morts en attendant tous les jours sur la grève
Ceux qui ne sont pas revenus !
Dernière strophe :
Où sont-ils, les marins sombrés dans les nuits noires ?
Ô flots, que vous savez de lugubres histoires !
Flots profonds redoutés des mères à genoux !
Vous vous les racontez en montant les marées,
Et c'est ce qui vous fait ces voix désespérées
Que vous avez le soir quand vous venez vers nous !

## Musique
- sous forme de mélodie pour chant et piano, par :
  - Louis Niedermeyer (1802-1861),
  - Laure Collin (1869),
  - Gustave Bagge (18..-1956) (1914) ;
- pour chœur :
  - mixte, par Georges Alary (1850-1928) (op. 37 n° 5, 1899),
  - d'hommes, par Claude Fiévet (1865-1938) (op. 58).
- Édouard Flament (1880-1958), qui a composé le poème symphonique Oceano Nox, d'après Victor Hugo, créé le 25 octobre 1908 par les Concerts Lamoureux, puis joué plusieurs fois à Paris.